# شهرستان کالینینسکی (استان ساراتوف)
شهرستان کالینینسکی (به لاتین: Kalininsky District) یک شهرستان در روسیه است که در استان ساراتوف واقع شده‌است.